# 沙罗希·拉斯洛
沙罗希·拉斯洛（匈牙利語：Sárosi László，1946年10月12日—），匈牙利男子水球运动员。他曾代表匈牙利参加1968年、1972年和1976年夏季奥林匹克运动会水球比赛，共获得一枚金牌、一枚银牌和一枚铜牌。